# Quai de l’Archevêché
Der Quai de l’Archevêché ist eine Straße auf der Île de la Cité im 4. Arrondissement von Paris.

## Lage
Der Quai liegt an der Ostspitze der Île de la Cité oberhalb des Square de l’Île-de-France und verbindet die Pont de l’Archevêché mit der Pont Saint-Louis (Ecke Rue du Cloître Notre Dame).

## Namensursprung
Der Quai hat diesen Namen, weil er in der Nähe des ehemaligen Erzbistums von Paris verläuft.

## Geschichte
Im 12. Jahrhundert hieß der Kai Quai Catinat und wurde einige Zeit später in Quai de l’Archevêché umbenannt. Der Teil, der zwischen der Pont de l’Archevêché und der Pont au Double verlief, wurde 1911 in den Square de l’Archevêché eingegliedert, der 1970 in Square Jean XXIII umbenannt wurde. Diese Änderung führt dazu, dass dieser Kai nicht mehr entlang der Seine verläuft: Er trennt nun den Square Jean-XXIII (im Westen) vom Square de l’Île-de-France (im Osten).

## Sehenswürdigkeiten
- Square de l’Île-de-France